# Karl-Jesko von Puttkamer
Karl-Jesko Otto Robert von Puttkamer (Francoforte sull'Oder, 24 marzo 1900 – Monaco di Baviera, 4 marzo 1981) è stato un ammiraglio tedesco, Konteradmiral ed aiutante navale di Hitler.

## Biografia

### Primi anni
Puttkamer nacque a Francoforte sull'Oder ed era parte della stirpe dei Puttkamer, imparentato dunque con la moglie di Otto von Bismarck, Johanna. Si arruolò volontario nella Kaiserliche Marine come allievo ufficiale nel Seeoffizierslaufbahn regiment il 2 luglio 1917 e servì come tale su un incrociatore pesante durante la prima guerra mondiale.
Nel dicembre 1917 servì sulla nave da guerra Kaiserin. Negli ultimi mesi di guerra, Puttkamer si laureò all'Accademia navale di Mürwik all'interno di un corso sulla navigazione. In seguito si congedò e si arruolò nei Freikorps.

### Primo dopoguerra
Nel settembre 1920 tornò a studiare all'Accademia navale di Mürwik ed iniziò l'addestramento sull'incrociatore leggero Niobe.
Il 1º maggio 1923, fu promosso tenente. Dopo la sua promozione, fu trasferito all'U-Boot G7, ma continuò a lavorare all'Accademia navale di Mürwik. 
Nel settembre 1926, divenne comandante della torpediniera Albatros sotto il comando di Karl Dönitz, un incarico che mantenne sino all'ottobre 1930 quando fu promosso tenente-comandante della torpediniera Adler.
Dal 1930 al 1933 Puttkamer continuò gli studì, sino alla laurea da ufficiale di collegamento. Poco dopo la laurea, servì come aiutante navale allo stato maggiore fino al 1935. Nel luglio 1935 egli fu trasferito nello staff del comandante in capo della Kriegsmarine. Fino al 1938 Puttkamer servì come aiutante navale di Hitler, quando poi fu trasferito al servizio attivo.

### Seconda guerra mondiale

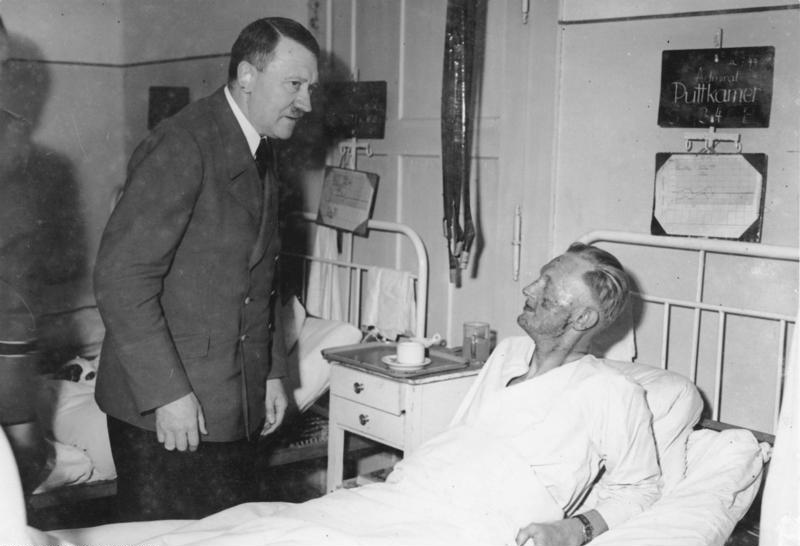
Hitler fa visita a Puttkamer in ospedale, dopo il fallito attentato del 20 luglio 1944

Allo scoppio della seconda guerra mondiale, Puttkamer era capitano di un cacciatorpediniere. In seguito egli ritornò ad essere un aiutante navale di Hitler. Nel settembre 1943 fu promosso al grado di Konteradmiral. Durante l'attentato a Hitler del 20 luglio 1944, Puttkamer fu ferito e per questo motivo premiato con il distintivo per feriti.
Nell'aprile 1945 Puttkamer era presente nel Führerbunker di Berlino. Il 20 aprile Hitler ordinò a Puttkamer, Dr. Theodor Morell, Dr. Hugo Blaschke, Albert Bormann, segretarie Johanna Wolf e Christa Schröder di lasciare Berlino con l'aeronautica e di dirigersi a Obersalzberg. Il gruppo scappò da Berlino con voli differenti del Fliegerstaffel des Führers nei tre giorni seguenti. Puttkamer lasciò ufficialmente Berlino il 21 aprile 1945. Gli fu ordinato di dirigersi al Berghof e di distruggere tutte le carte e gli oggetti personali di Hitler che si trovavano lì. Puttkamer non era presente quando Hitler si uccise nel Führerbunker. A seguito della resa tedesca l'8 maggio 1945, egli fu tenuto prigioniero sino al maggio 1947.

### Morte
Puttkamer morì a Monaco di Baviera nel 1981. È sepolto nel Waldfriedhof, sempre a Monaco di Baviera.